# Чарвацьке водосховище

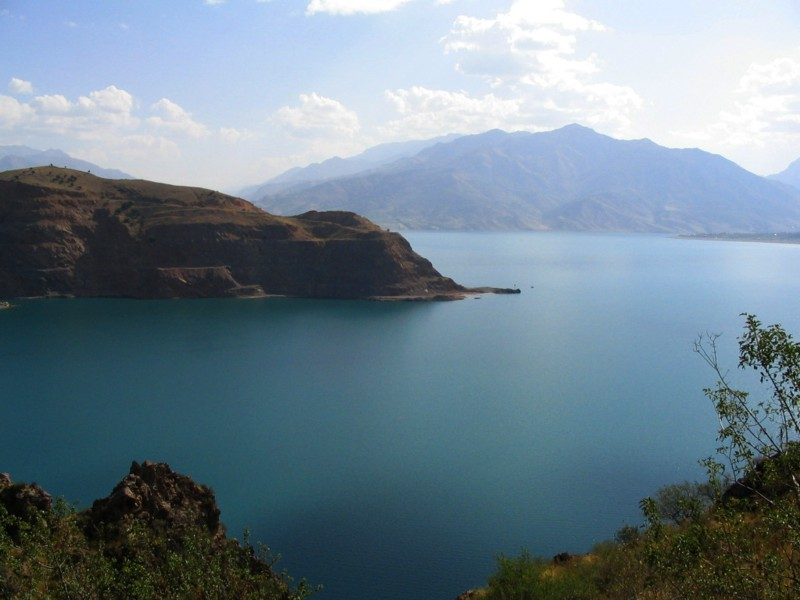

41°38′15″ пн. ш. 70°02′00″ сх. д. / 41.6375° пн. ш. 70.033333333333° сх. д.
Чарва́цьке водосхо́вище — водосховище, розташоване в Бостанлицькому районі Ташкентської області, що на півночі Узбекистану. Воно знаходиться на річці Чирчик трохи нижче за течією місця злиття річок Пскем і Чаткал між відрогами Угамського і Чаткальського хребтів Західного Тянь-Шаню.
Водосховище утворене кам'яно-насипною дамбою Чарвацької ГЕС заввишки 168 метрів. Об'єм водосховища становить приблизно 2 км³. Площа водної поверхні водосховища становить понад 37 км², довжина берегової лінії близько ста кілометрів. Рівень водосховища значно знижується влітку, оскільки його воду використовують для зрошення і поливного землеробства в долині Чирчика.
У водосховищі водяться такі риби як короп, марінка, форель, сиг, пелядь.

## Краєзнавчі відомості
На березі водосховища розташовані численні пансіонати, зони відпочинку та дитячі літні спортивно-оздоровчі табори. Навколо Чарвацького водосховища проходить кільцева автодорога, що з'єднує населені пункти, розташовані на його березі.
Неподалік від місця впадання у водосховище річки Коксу розташоване селище Бричмулла (Бурчмулла), відоме завдяки популярній пісні Сергія Нікітіна на вірші Дмитра Сухарєва «Бричмулла». Також на березі водосховища розташовані такі селища як Богустан (Богістон), Янгікурган, Юсупхона, Сиджак тощо.
Навколо Чарвацького водосховища розташована велика кількість прадавніх історичних та археологічних пам'яток Узбекистану. Зокрема, неподалік від водосховища на річці Пальтау, що є правою притокою річки Чаткал, знаходиться знаменита стоянка первісних людей.
Також цікавим історичним місцем, розташованим на березі водосховища, є селище Богістон, який є батьківщиною двох видатних людей свого часу. Це шейх Ховенді ат-Тахурі (Шейхантаур), що народився тут у 13-му столітті, чий мавзолей в Ташкенті є однією з основних історико-архітектурних пам'яток міста, і шейх Убайдулла Ахрор — далекий нащадок шейха Ховенді ат-Тахурі по материнській лінії; Убайдулла Ахрор був великим майстром суфізму і керівником мусульманського духовенства регіону в XV столітті.